# Lijst van voetbalinterlands Argentinië - Zuid-Afrika
Deze lijst van voetbalinterlands is een overzicht van alle officiële voetbalwedstrijden tussen de nationale teams van Argentinië en Zuid-Afrika. De landen hebben tot op heden twee keer tegen elkaar gespeeld. De eerste ontmoeting, een vriendschappelijke wedstrijd, vond plaats op 13 mei 1995 in Johannesburg. Het laatste duel, eveneens een vriendschappelijke wedstrijd, werd gespeeld in Buenos Aires op 25 mei 1998.

## Wedstrijden
| № | Plaats       | Datum       | Competitie        | Wedstrijd                | Uitslag |
| - | ------------ | ----------- | ----------------- | ------------------------ | ------- |
| 1 | Johannesburg | 13 mei 1995 | Vriendschappelijk | Zuid-Afrika − Argentinië | 1 − 1   |
| 2 | Buenos Aires | 25 mei 1998 | Vriendschappelijk | Argentinië − Zuid-Afrika | 2 − 0   |

## Samenvatting
| Competitie        | Totaal gespeeld | Winst Argentinië | Gelijk | Winst Zuid-Afrika | Doelsaldo Argentinië – Zuid-Afrika |
| ----------------- | --------------- | ---------------- | ------ | ----------------- | ---------------------------------- |
| Vriendschappelijk | 2               | 1                | 1      | 0                 | 3 − 1                              |
| Totaal            | 2               | 1                | 1      | 0                 | 3 − 1                              |

Wedstrijden bepaald door strafschoppen worden, in lijn met de FIFA, als een gelijkspel gerekend.